# Technicus

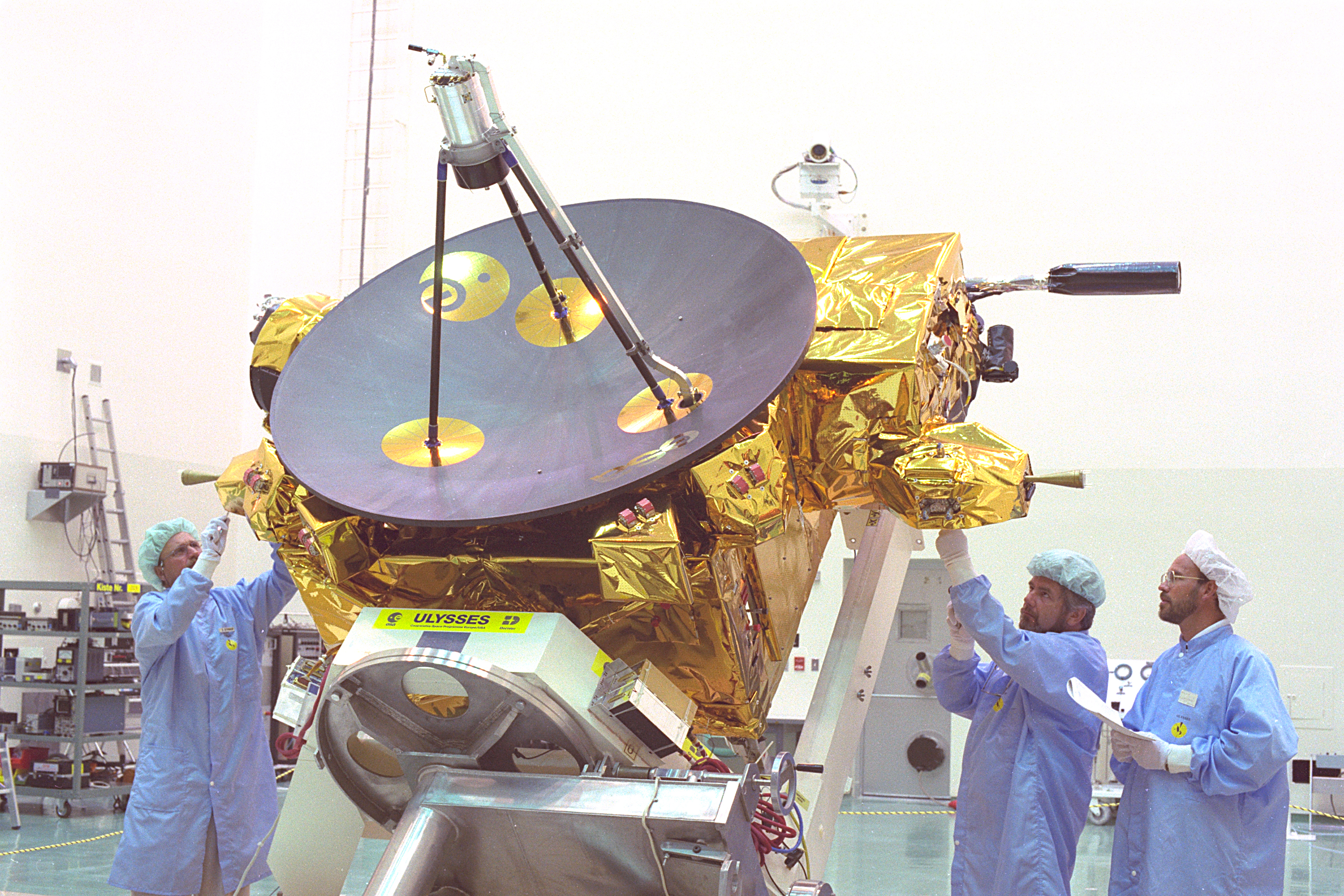
Diverse technici aan het werk.

Een technicus is iemand die zich door middel van studie of ervaring techniek eigen heeft gemaakt en die techniek kan toepassen. Gewoonlijk is dat bedrijfsmatig of in het onderwijs in de techniek. In de hobbysfeer heeft men het zelden over een technicus, maar spreekt men eerder gekscherend over een techneut. In de techniek zijn meer mannen dan vrouwen werkzaam. Er zijn dus in de meeste landen meer mannelijke dan vrouwelijke technici.

## Opleiding
Techniek is een dermate breed begrip, dat opleidingen slechts een deel ervan en dan wel gericht kunnen aanbieden. Vóór de industriële revolutie werd vakkennis niet op school onderwezen, maar in de praktijk doorgegeven. Later kwamen er scholen die zich op de techniek richtten, zoals de Vakschool in Vlaanderen en de Nederlandse ambachtsschool, die met de komst van middelbaar en hoger technisch onderwijs Lagere Technische School is gaan heten. In de wetenschap kan men zich in vele richtingen in de techniek bekwamen op een technische universiteit. Wie op een technische hogeschool of universiteit is afgestudeerd mag zich ingenieur noemen. In Nederland is het verschil zichtbaar in de afkorting, een ing. heeft de titel op een hogeschool verworven, een ir. op de universiteit. Minder bekend zijn de techniekstudies in het afstandsonderwijs.

## Praktijk
In de praktijk is de technicus vooral zichtbaar in de ontwerpsfeer, de productie, het onderhoud en de reparatie van stoffelijke zaken. Door het voorkómen en verhelpen van kostbare stilstand van machines levert de technicus een belangrijke bijdrage in bedrijven.

## Waardering
De ervaring heeft geleerd dat het werken in de techniek door veel ouders als minder aantrekkelijk voor hun kinderen wordt ervaren. Technici die zichtbaar zijn, zoals bijvoorbeeld bouwvakkers en automonteurs, kunnen hun werk niet doen zonder vuile handen te krijgen. Daarbij hebben ze vaak mensen met een economische of juridische opleiding als meer verdienende baas. Bij de beroepskeuze van hun kinderen wordt dit benadrukt, waardoor die niet kiezen voor een technisch beroep en er zo op termijn tekorten aan vaklieden zullen ontstaan. Die tekorten worden nu al aangevuld door vaklieden uit het buitenland, zoals de bekende Poolse bouwvakker. Veelal wordt het plezier onderschat, dat iemand kan hebben van het met goed gevolg leveren van een technische prestatie.